# Storbritanniens Grand Prix 1965
Storbritanniens Grand Prix 1965 var det femte av tio lopp ingående i formel 1-VM 1965.  

## Resultat
1. Jim Clark, Lotus-Climax, 9 poäng
2. Graham Hill, BRM, 6
3. John Surtees, Ferrari , 4
4. Mike Spence, Lotus-Climax, 3
5. Jackie Stewart, BRM, 2
6. Dan Gurney, Brabham-Climax, 1
7. Joakim Bonnier, R R C Walker (Brabham-Climax)
8. Frank Gardner, John Willment Automobiles (Brabham-BRM)
9. Jo Siffert, R R C Walker (Brabham-BRM)
10. Bruce McLaren, Cooper-Climax
11. Ian Raby, Ian Raby Racing (Brabham-BRM)
12. Masten Gregory, Scuderia Centro Sud (BRM)
13. Richard Attwood, Reg Parnell (Lotus-BRM)
14. Jochen Rindt, Cooper-Climax (varv 62, motor)

### Förare som bröt loppet
- Innes Ireland, Reg Parnell (Lotus-BRM) (varv 41, motor)
- John Rhodes, Bob Gerard (Cooper-Climax) (38, tändning)
- Bob Anderson, DW Racing Enterprises (Brabham-Climax) (33, växellåda)
- Denny Hulme, Brabham-Climax (29, generator)
- Richie Ginther, Honda (26, insprutning)
- Lorenzo Bandini, Ferrari (2, motor)

### Förare som ej startade
- Jack Brabham, Brabham-Climax (Bilen kördes av Dan Gurney)
- Chris Amon, Ian Raby Racing (Brabham-BRM) (Bilen kördes av Ian Raby)

### Förare som ej kvalificerade sig
- Alan Rollinson, Bob Gerard (Cooper-Ford)
- Brian Gubby, Brian Gubby (Lotus-Climax)